# Анпілов Віктор Іванович
Віктор Іванович Анпілов (рос. Ви́ктор Ива́нович Анпи́лов; народ. род. 2 жовтня 1945, Біла Глина, Кранодарський край, РРФСР — 15 січня 2018, Москва, Росія) – радянський та російський політичний діяч радикально-комуністичного напрямку, громадський діяч, журналіст. Голова суспільно-політичного руку "Робітнича Росія" (2012–2018).

## Біографія
Анпілов вступив до Комуністичної партії Радянського Союзу в 1972 році. Працював радянським журналістом у Кубі, Нікарагуа та Латинській Америці. Анпілов дуже вільно володів іспанською мовою.
У 1990 році Анпілов був висунутий кандидатом на з'їзд народних депутатів і московський міський радянський. Як кандидат, він підтримував зв'язки з ультранаціоналістичним рухом «Пам'ять». Після розпаду СРСР Анпілов став лідером руху «Робітнича Росія».
Під час російської конституційної кризи 1993 року був одним з лідерів повстання проти Бориса Єльцина. Після подій, зміг втікти з Москви до одного з селищ Тульської області, де через кілька днів був впійманий та заарештований, однак пізніше вийшло зі слідчого ізолятора після рішення Держдуми про амністію.
У 1999 році його рух приєднався до коаліції «Сталінський блок - за СРСР».
У 2007 він брав участь у Марші незгодних, організованому на знак протесту проти політики президента Володимира Путіна. Анпілов був відомою фігурою і мав певну популярність; іноді його також запрошували як гостя на серіали.
На президентських виборах 2012 року підтримав кандидатуру Володимира Жириновського.
В 2014 році підтримав анексію Криму.
На президентських виборах 2018 році в Росії підтримував Павла Грудініна, кандидата під КПРФ.
Помер 15 січня 2018 під інфаркту до цього перебувачи у комі перед зустрічею з Грудініним.

## Родина
Дружина — Віра Омелянівна Анпілова.
Донька — Анастасія, син — Сергій.